# Кожлєвець
Кожлєвець (словен. Kožljevec) — поселення в общині Гросуплє, Осреднєсловенський регіон, Словенія. Висота над рівнем моря: 429,4 м.